# Tosentunnel
Der Tosentunnel ist ein einröhriger Straßentunnel zwischen Tosdalen in der Kommune Brønnøy und Mosvasstjørnan in der Kommune Grane in der norwegischen Provinz Nordland. Der Tunnel im Verlauf des Riksvei 76 ist mit dem Rest des Tosenveien die fährenfreie Verbindung zwischen der Europastraße 6 und Brønnøysund. Er ist 5857 Meter lang.